# 張書
張書（1540年—？），字子中，號蒲源，錦衣衛力士籍，湖廣蒲圻縣人，明朝政治人物。

## 生平
隆慶元年（1567年）丁卯科順天府鄉試第四十八名舉人。隆慶二年（1568年）中式戊辰科三甲155名進士。六月选翰林院庶吉士，四年三月授工科给事中，十月升刑科右，五年二月升户科左，十月升本科都，丁忧归。
萬曆元年（1573年）二月起补兵科都给事中，九月升河南右参政，三年八月考察，以才力不及降调，贬泗州判官。四年（1576年）任直隸元氏縣知縣。十月調任山東鄒平知縣，历升南京兵部郎中，十九年四月升通政司右参议，二十年七月进左参议。

## 家族
曾祖父張朝祖；祖父張彥夫；父張廷策，恩例訓導。母朱氏；繼母李氏、李氏。具庆下。弟张礼、张春、张史。子張時雍，萬曆癸丑進士。